# Il supplizio del tam-tam

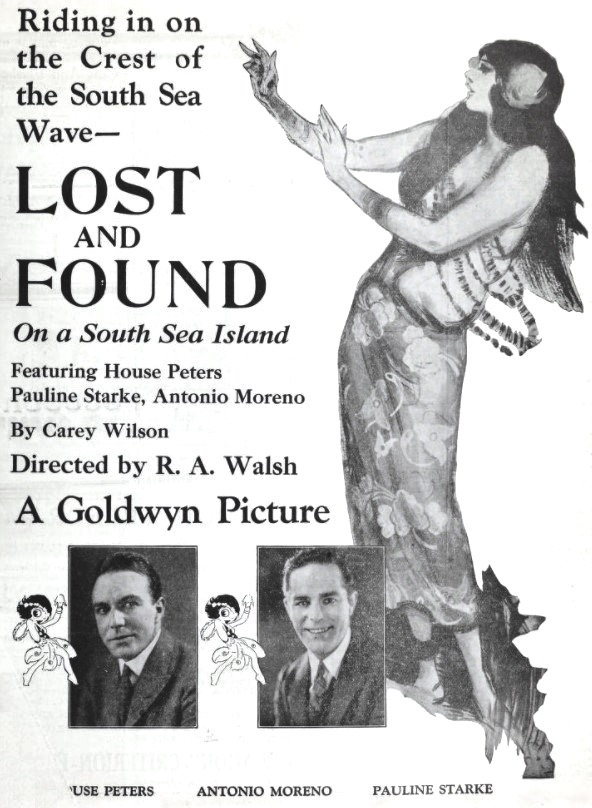

Il supplizio del tam-tam (Lost And Found On A South Sea Island) è un film muto del 1923 diretto da Raoul Walsh.

## Trama
Faulke, un losco commerciante bianco, dopo avere convinto Madge a lasciare il capitano Blackbird, cerca di costringere Lorna, la figlia di Madge, a sposare Waki, un capo indigeno, anche se la ragazza si rifiuta di farlo, innamorata di Lloyd Warren. Mentre sta vagabondando per le isole alla ricerca di una bambola per la piccola Madge, l'altra sua figlia, il capitano Blackbird arriva a Pago Pago dove Warren e Lorna cercano di chiedere il suo aiuto. Il burbero capitano, non avendo capito di chi si tratti, rifiuta di aiutarli e parte. Un incontro casuale con Faulke, però, gli chiarisce le intenzioni del bieco mercante e gli rivela l'identità di Lorna. Blackbird e i suoi uomini si precipitano sull'isola, salvando la ragazza dai nativi.

## Produzione
Le riprese del film, prodotto dalla Goldwyn Pictures Corporation con i titoli di lavorazione Captain Blackbird o Passions of the Sea, durarono fino alla fine di ottobre 1922. Ambientato nelle isole del Pacifico, fu girato a Tahiti, dove la troupe soggiornò due mesi.

## Distribuzione
Il copyright del film, richiesto dalla Goldwyn Pictures, fu registrato il 10 marzo 1923 con il numero LP18763.
Distribuito dalla Goldwyn Distributing Corporation, il film uscì nelle sale statunitensi nel febbraio 1923, presentato a Los Angeles probabilmente il 25 febbraio. La maggior parte delle recensioni uscirono con il titolo Lost and Found.
La Films Erka lo distribuì in Francia il 30 novembre 1923 con il titolo Un drame en Polynésie. In Italia, fu distribuito dalla Goldwin nel 1924 con il visto di censura numero 19810. In Spagna, prese il titolo Perdida y encontrada.

### Conservazione
Copia completa della pellicola si trova conservata negli archivi della Cineteca del Friuli di Gemona.